# Shandur-Pass
Der Shandur-Pass, auch Schandur-Pass (englisch Shandur Top), befindet sich im Hinduraj-Gebirge im Chitral-Distrikt in Khyber Pakhtunkhwa in Pakistan. Der Pass erreicht eine Höhe von 3738 m und verbindet den Chitral-Distrikt mit dem Gilgit-Distrikt im pakistanischen Teil des Karakorum.
Auf einem 3728 m hoch gelegenen Plateau nahe der Passhöhe befindet sich das höchstgelegene Polo-Spielfeld der Welt, auf dem seit 1936 jedes Jahr ein Turnier stattfindet. Mittlerweile ist um das Polo-Turnier ein dreitägiges Festival entstanden, das im Juli jedes Jahres veranstaltet wird.
Der Veranstaltungsort ist nur auf der unbefestigten Piste des Shandur-Passes mit Allradfahrzeugen zu erreichen; vom November bis Mai ist der Pass wegen Schnee und Eis unpassierbar. Das Plateau ist 168 Kilometer von Chitral und 211 Kilometer von Gilgit entfernt.

## Chitral-Distrikt
Der Chitral-Distrikt, in dem der Shandur-Pass liegt, ist eines der entlegensten Gebiete der Welt, da er nur zeitweise über vier Gebirgspässe oder durch das Kunartal von Afghanistan über Dschalalabad ganzjährig erreichbar ist. Alle Pässe nach Chitral liegen über 3.000 Meter Meereshöhe und sind im Winter monatelang nicht passierbar. Die vier Pässe sind der Dorah-Pass und der Broghol-Pass, die in den Wakhan-Korridor nach Afghanistan führen, während nur der Lowari-Pass nach Peshawar und der Shandur-Pass nach Gilgit in Pakistan verbinden. Im Frühjahr 2010 soll der 8,6 Kilometer lange Lowari-Tunnel fertiggestellt sein, der dann eine wintersichere Verbindung herstellt.

## Shandur-Plateau

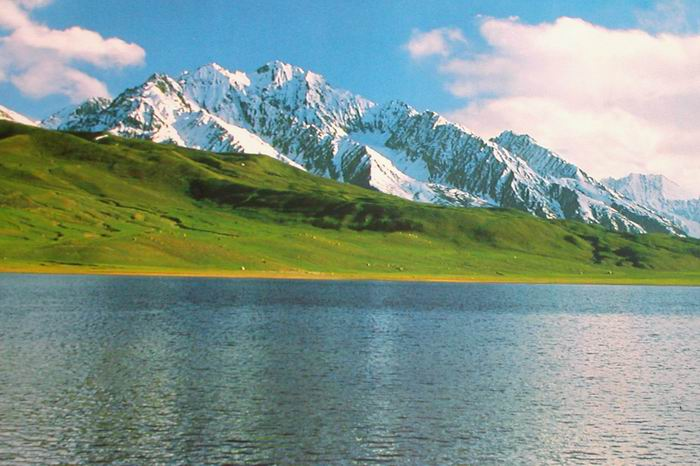
Shandur-See auf dem Gebirgsplateau

Das Hinduraj-Gebirge in Pakistans Norden wird mit Seen, Flüssen und Gletschern gegliedert und das Shandur-Plateau mit dem Shandur-See wird von den Gletschern der umgebenden Berge mit Wassern gespeist. Das überschüssige Wasser des Shandur-See fließt durch den Gilgit-Fluss ab, in dem Forellen schwimmen. In der Folklore von Chitral kommt am Abend der mythische Geist Shhawanan von den Bergen herab, um dort zu baden. Im Frühling, wenn der Schnee getaut ist, wächst das Gras auf dem Plateau und bildet die beste Grundlage für die galoppierenden Pferde. 
Das Plateau teilt sich in zwei unterschiedliche landschaftlich gestalte Abschnitte. Ein Teil besteht aus dem See, dem Polofeld und Hütten des Volksstamms der Laspur von Chitral. Der andere Teil liegt in süd-nördlicher Ausbreitung und wird „Langar“ oder „Kukush“ genannt. Dieses Gelände hatte in der Vergangenheit einen Wald und wird von den Ghizer und Laspur genutzt.

## Historisches Polo

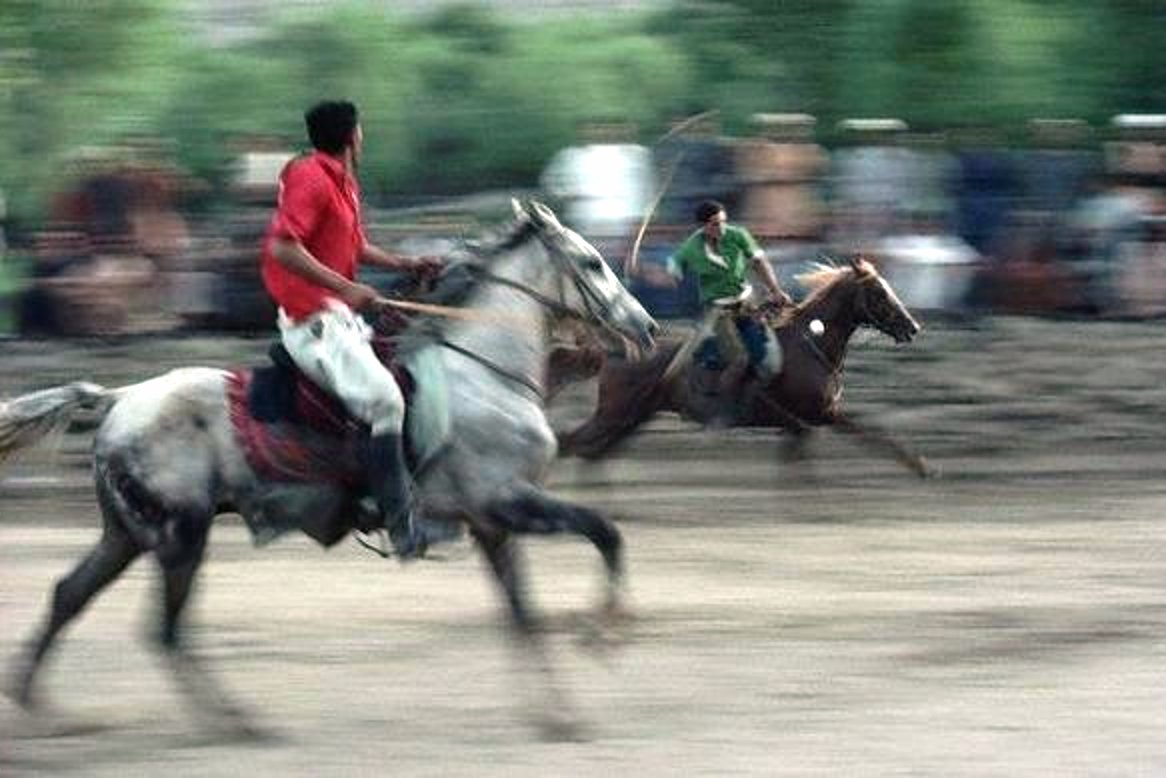
Pakistanische Polospieler

Seit 1936 tragen Mannschaften aus Gilgit und Chitral jährlich ein traditionelles Polo-Turnier aus, das auch als Polo at the Roof of the World (deutsch: Poloturnier auf dem Dach der Welt) bezeichnet wird. Das Turnier wird in einer ursprünglichen und nicht in der modernen Form des Polo gespielt. Die Patronatschaft für dieses Turnier übernahmen früher ein Fürst (Raja), Prinz (Mir) oder König (Mehtar) der Region. Zu diesem Poloturnier und Festival kommen mittlerweile etwa 20.000 Menschen in den drei Tagen.
Polo wird in vielen Teilen der Welt gespielt und hat als Sportart für die Pakistanis eine große Bedeutung. Viele Pakistani spielen von Kindheit an Polo und es gibt in nahezu allen Orten im Norden Pakistans ein Spielfeld. Das Turnier geht zurück auf den britischen Maj Evelyn Cobb, der das hochgelegene Spielfeld entdeckte und das Turnier initiierte. Bei Spielbeginn spielt eine Band lokale Musik. Fällt ein Tor, muss der Torschütze den Ball mit seiner rechten Hand an die Zentrallinie bringen, denn dann spielt die Band für den Torschützen auf und er muss den Ball anschließend in die Luft werfen. Dies wird Thompq genannt.
Modernes und internationales Polo wird von zwei Mannschaften mit je vier Spielern gespielt, die mit einem langen Holzschläger versuchen, den Ball in das gegnerische Tor zu schlagen. International wird Polo sechsmal 7 ½ Minuten lang gespielt. Im Norden Pakistans wird zweimal 25 Minuten mit einer Pause von 10 Minuten gespielt, wobei das Pferd nicht gewechselt werden darf, es sei denn, es ist ernstlich verletzt. Es gibt keinen Schiedsrichter, nur einen Zeitnehmer. Die Mannschaften bestehen im traditionellen Polo aus sechs Spielern.
Historische Wurzeln hat Polo im antiken Persien um ca. 600 v. Chr. Von dort breitete es sich mit der islamischen Expansion nach Arabien und Indien aus. Von Indien aus gelang das Spiel nach Großbritannien und wurde 1900 olympische Disziplin.

## Shandur-Festival
Auf dem Plateau finden während des Festivals, das neuerdings jedes Jahr vom 7. bis 9. Juli stattfindet, abends Tanz- und Musikaufführungen statt. Zur Unterkunft der vielen Festivalbesucher ist ein Zeltplatz aufgebaut. Ursprünglich war es nur ein Poloturnier, heute ist es um ein Openair-Kulturfest ergänzt, auf dem auch Performances aufgeführt werden.